# Violtagging
Violtagging (Trichaptum fuscoviolaceum) är en svampart som först beskrevs av Christian Gottfried Ehrenberg, och fick sitt nu gällande namn av Leif Ryvarden 1972. Violtagging ingår i släktet Trichaptum och familjen Polyporaceae.  Arten är reproducerande i Sverige. Inga underarter finns listade i Catalogue of Life.

## Bildgalleri

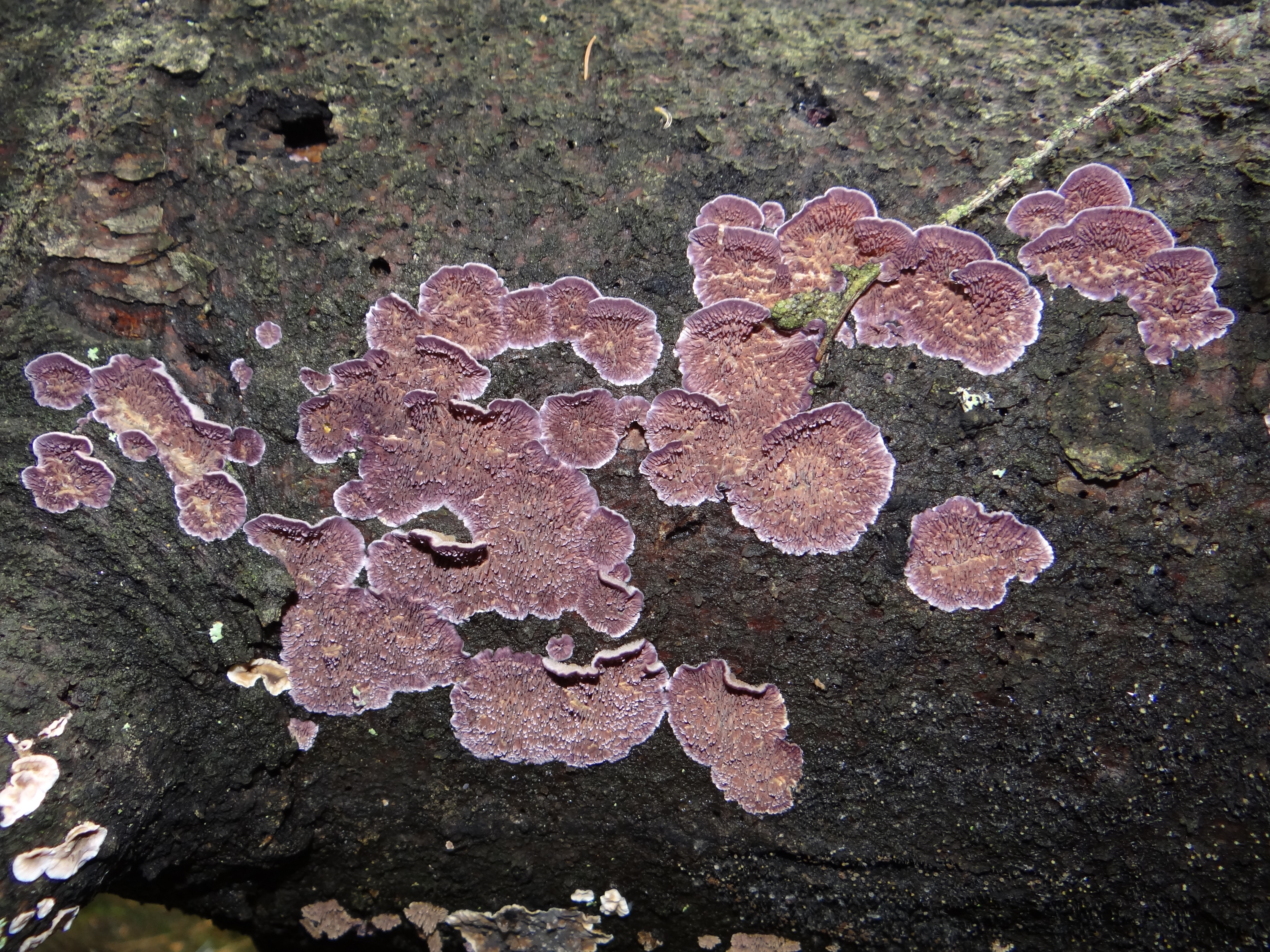
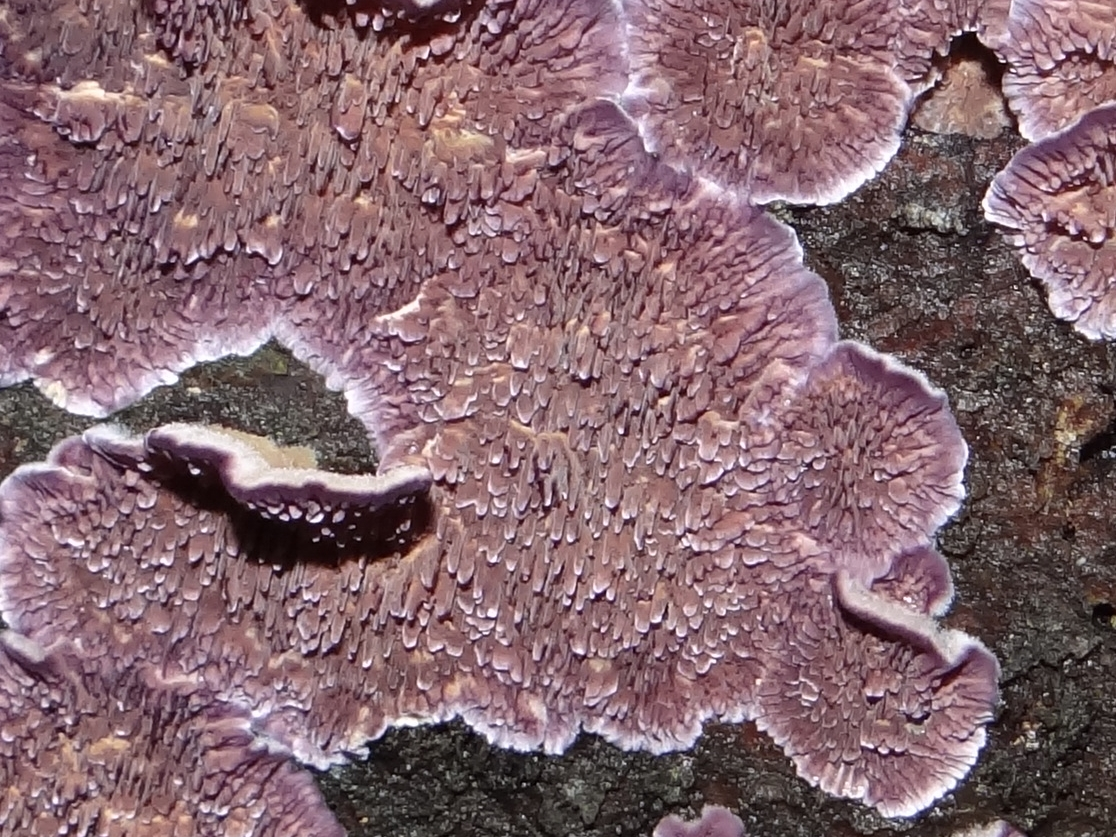